# Alberto Lora
Alberto Lora Ramos (Móstoles, 25 de março de 1987) é um futebolista espanhol que atua como lateral-direito. Atualmente, joga pelo  Sporting Gijón.

## Carreira
Lora começou a carreira no Sporting Gijón.